# Grusskor
Grusskor är en typ av fotbollsskor som huvudsakligen används på vintern (i Sverige). 
Vanligtvis består de av mer plast än grässkor för att kunna vara mjuka vid lägre temperaturer, men den största skillnaden mot grässkor är att de har många små dubbar. Det är vanligare med dämpning i hälen på grusskor eftersom underlaget kan vara hårt jämfört med gräs.